# نوغاب پسکوه
نوغاب پسکوه روستایی در دهستان پیشکوه  بخش مرکزی شهرستان قائنات استان خراسان جنوبی ایران است.